# Pierre Louis Alexandre
Pierre Louis Alexandre, né le 19 novembre 1843 à Cayenne (Guyane française) et mort le 29 avril 1905 à Stockholm (Suède), est un docker français. Alexandre est passé à la postérité comme modèle d'art à l'Académie royale suédoise des Beaux-Arts de 1878 à 1903, faisant probablement de lui le modèle Noir le plus représenté du XIXe siècle.
Son nom de naissance est probablement Pierre Louie Alexandre. Durant sa vie suédoise, il se fait aussi appeler (Peder/Pierre) Louis Pettersson ou Alexandersson. Il est très souvent connu par le surnom de Negern Pettersson (« Pettersson le Nègre »).

## Biographie
La vie de Pierre Louis Alexandre est si mal connue pendant longtemps, qu'en 1966, l'exposition Främlingen – dröm eller hot du Musée national de Suède affirmait qu'il est un modèle anonyme. Anders Björklund, ancien directeur du Musée de la Marine de Stockholm, écrit que Svarte Peder est un « un mulâtre, né à Tanger » et docker ayant vécu autour de 1900. Björklund affirme que son épouse était appelée Negerkärringen (« l'épouse du Nègre »), qu'elle était originaire d'Öland et qu'elle cuisinait des gâteaux pour les vendre sur le port à 5 öres. Cependant, Björklund se base sur les écrits de Sigurd Erixon entre 1945 et 1988, qui lui-même paraphrase Per Ludvig Lindgren, qui ne cite pas ses sources.

### Jeunesse en Guyane
Dans les registres paroissiaux de Stockholm, Pierre Louis Alexandre dit naître le 16 juillet 1844 ou 1845 à Cayenne, en Guyane française ; son acte de naissance n’a toutefois pas été retrouvé à ces dates. M. Aurialhée administrateur de la propriété La Philippine, enregistre cependant la naissance d'un « nègre » prénommé Pierre Louie le 19 novembre 1843, fils de Rose, « négresse » de M. Alexandre de Couy Deon.
Probablement né esclave, Pierre et sa mère appartiennent à l'important planteur Louis Alexandre : il était coutumier que l'esclave recoive le nom de famille du maître afin de marquer sa propriété. Pierre est un petit enfant lors de la seconde abolition française de l'esclavage en 1848.

### Vie à Stockholm
Alors qu'il est âgé d'une vingtaine d'années, Alexandre serait débarqué à Stockholm le 20 avril 1863, date à laquelle les registres de la paroisse catholique le mentionnent. Selon ses déclarations enregistrées dans les archives, Alexandre serait venu de New York comme passager clandestin d'un bateau avec une cargaison de porcs, réussissant à s'en échapper en arrivant en Suède. Cette histoire reste douteuse car aucun navire en provenance de New York n'est arrivé en Suède en 1863. Un seul bateau américain est arrivé le 21 avril 1863 de l'État brésilien de Bahia, le SS Ostindia, avec du sucre à son bord et dont le capitaine s'appelait Pettersson.
Les années 1860 sont terribles en Suède. Les mauvaises récoltes de 1867-68 poussent à l'exode rural, et beaucoup de gens n'arrivent pas à se loger en ville et meurent de faim. En raison de l'afflux massifs de Suédois à Stockholm et d'un manque de moyens pour enregistrer tout le monde, on ne connaît pas les autres adresses qui purent héberger Alexandre avant 1878. À cette date, Alexandre réside sur l'île de Södermalm, à l'actuel n° 55 dans Malmgårdsgatan (« rue des malmgårds »). Célibataire, il est le locataire d'une veuve, Sofia Beata Reuszner, qui indiquait vivre seule en 1876. En raison de cet étrange mutisme des sources pendant quinze ans, Mats Werner (l'unique biographe d'Alexandre) suggère que le guyanais pourrait n'arriver à Stockholm qu’en 1876-77, à un peu plus de trente ans ; l'année 1863 serait alors une erreur de copiste.
Alexandre est docker à Stockholm, déchargeant du charbon et du grain. Les personnes noires étaient rare en Suède ; il est une figure connue sur les quais sous les noms de port de Svarte Pedro, Svarte Peder ou encore Svarte Uno (« (Pedro/Peder) le Noir »). Alexandre est remarquable pour être absent des registres de police pour bagarre ou ivresse sur la voie publique, chose rare chez les marins à cette époque. Reconnu pour ses compétences parmi ses pairs, on dit qu'il est « fort comme quatre dockers ordinaires, gai, ambitieux, sobre ». Il n’avait aucun mal à trouver un travail, notamment auprès d'Axel Leonard Johansson, contremaître à AB Kol & Koks (aujourd’hui Beijerinvest AB).
Pierre Louis Alexandre meurt de la tuberculose le 29 avril 1905.

### Modèle d'art
Pierre Louis Alexandre est sans doute le modèle noir le plus représenté au XIXe siècle, ayant modelé pour au moins quarante peintures et sculptures entre 1878 et 1903, à l'Académie royale suédoise des Beaux-Arts et à la Konstfack. Alexandre est le modèle de Verner Åkerman, Anders Zorn, Oscar Björck, Johan Krouthén, Emerik Stenberg, Nils Alfred Larson ou Georg H. Hansen, entre autres. Il est souvent représenté en « maure » selon la mode orientaliste ; les archives l’appellent « Pettersson le Nègre » (Negern Pettersson). La peintresse Karin Bergöö, qui étudie à l'Académie entre 1877 et 1882, réalise le portrait le plus connu d'Alexandre en 1879, dans un mélange entre le costume « maure » et celui du docker, sa profession principale. Le tableau Negern Pettersson est acquis au début de septembre 2024 par la Galerie nationale d'Art de Washington D.C., qui change le titre, aujourd'hui désobligeant, pour Pierre Louis Alexandre.

## Vie conjugale
Plusieurs comptines populaires et traditions orales racontent le suicide d'une boulangère appelée « Ölands-Lotta », épouse d'un homme du port surnommé Svarte Peder (« Pierre le Noir ») ou Stackars Pedro (« pauvre Pedro »), qui avait retrouvée sa femme pendue à une poutre. Contrairement à ce qu'affirme la tradition orale, Alexandre n'a jamais été marié à une vendeuse de gâteaux originaire d'Öland. La seule personne pouvant correspondre à cette description est une dénommée Ingrid Maria Pettersson, qui prétendait y être née en 1841, et qui vend des pains à Stokcholm à partir de 1878. Cependant, elle a une fille hors mariage en 1872, Maria Tersia, et meurt célibataire en 1907.

### Kristina Elisabeth Erikson
Pour Werner, la rencontre et la relation qu'Alexandre noue avec Kristina Elisabeth Erikson, née le 7 août 1841, pousse le Français à quitter la vie maritime. À partir du 29 octobre 1878, Kristina emménage chez Alexandre au no 7 sur Katarina Kyrkobacke (« mont de l’église Sainte-Catherine »), dans Södermalm. Leur mariage est célébré à l’église luthérienne le 26 avril 1879, avant de déménager le 26 octobre 1881 au 21 Prästgatan/28 Skomakargatan, dans la vieille ville de Stockholm. Alexandre et Erikson ont un fils adoptif à partir de 1886, Nils Gustaf Olin, né le 19 octobre 1884 et père de l'acteur Stig Olin. Erikson souffre d’une maladie chronique qui l’amène a faire plusieurs séjours en hôpital, ce à quoi s’ajoute un état dépressif ; le 20 mars 1889, Kristina se suicide par pendaison. Alexandre est celui qui la découvre et signale son décès à la police ; Nils Gustaf est alors recueilli par ses grands-parents biologiques. Il s’agit de cet évènement qui inspirera les comptines sur Svarte Peder.

### Althea Karolina Wikman
Althea Karolina Wikman, née le 4 octobre 1861, son frère et sa sœur sont les enfants naturels de Christina Carolina Vikman, veuve née à Lindesberg et elle-même née de parents inconnus. Ouvrière d’usine, il n’est pas impossible que Wikman ait appris à faire des gâteaux et à les vendre sur le port. Les archives indiquent qu’Alexandre (« Per Johan Alexander ») épouse Wikman le 29 décembre 1895 à l’église catholique St. Erik. Leurs témoins de mariage sont N. G. Pettersson et Karl Julius Svensson, collègues d'Alexandre aux docks. L’acte en latin indique qu’il n’a jamais été marié auparavant, ce que Werner interprète comme une négation des sacrements protestants par le prêtre. Wikman est la mère de deux enfants nés de père(s) inconnu(s) : Axel Leonard August, né le 7 février 1886, et Johanna Axelina, née le 12 février 1888. Le prêtre écrit que les « deux beaux enfants » sont adoptés par Alexandre, inscrivant qu'ils sont « nés dans le mariage ». Le couple s'engage à les instruire dans la foi catholique

#### Hypothèses généalogiques

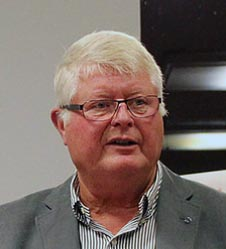
Mats Werner en 2014.

Le fait que les enfants sont mentionnés comme « beaux » a surpris Werner, car des enfants Blancs ayant un père Noir aurait donné lieu à d’autres commentaires à l'époque. Pour le biographe d’Alexandre, ils devaient être métis et seraient le fruit d’une relation extra-conjugale entre les épousés. Werner théorise qu’Alexandre, alors marié à Kristina Elisabeth Erikson, put connaître Wikman sur le port, ne vivant pas loin l’un de l’autre. D’une façon ou d’une autre, Erikson découvre cette infidélité ainsi que les petits bâtards. D’un santé mentale déjà fragile et découvrant que sa propre infertilité est la raison de l’absence d’enfants dans leur couple, cela aurait aggravé sa dépression l’ayant amenée au suicide.
Un autre argument en faveur de la paternité théorique d'Alexandre est que son fils adoptif porte le même prénom que son employeur, Axel Leonard Johansson, qu'il aurait voulu remercier. Axel et Axelina peuvent rappeler le nom Alexandre, sans qu'on ne puisse être tout à fait certain de cela.